# Scheloribates ascendens
Scheloribates ascendens är en kvalsterart som beskrevs av H. Weigmann och Wunderle 1990. Scheloribates ascendens ingår i släktet Scheloribates och familjen Scheloribatidae. Inga underarter finns listade i Catalogue of Life.